# Nanggalamekar
Nanggalamekar is een bestuurslaag in het regentschap Cianjur van de provincie West-Java, Indonesië. Nanggalamekar telt 8706 inwoners (volkstelling 2010).